# Crateva
- Commons
- Wikispecies

Crateva L. é um género botânico pertencente à família Capparaceae.

## Espécies
- Crateva apetala
- Crateva bahiana
- Crateva coriaceae
- Crateva excelsa
- Creteva formosensis
- Creteva religiosa
- Lista completa

## Classificação do gênero
| Sistema | Classificação                       | Referência               |
| ------- | ----------------------------------- | ------------------------ |
| Linné   | Classe Dodecandria, ordem Monogynia | Species plantarum (1753) |